# Pulangui
Pulangui,  (en cebuano se pronuncia [puˈlaŋi]) y en inglés se escribe Pulangi River, es el nombre del mayor río de la provincia de  Bukidnon, y uno de los principales afluentes del Río Grande de Mindanao, el mayor de esta isla situada al sur del Archipiélago Filipino.
Nace en la 	Cordillera de Mangabón y con una longitud de 320 kilómetros atraviesa en sentido norte varios municipios de esta provincia entre los que se encuentran Impasugán  (Impasug-ong) y Cabanglasán, internándose en la provincia de Cotabato.